# مارغريت بلير يونغ
مارغريت بلير يونغ (بالإنجليزية: Margaret Blair Young)‏ (1955)؛ مؤرخة وروائية أمريكية. درست في جامعة بريغام يونغ.